# John Elkann
John Philip Jacob Elkann (New York, 1º aprile 1976) è un imprenditore e dirigente d'azienda italiano.
Designato dal nonno Gianni Agnelli come suo successore, è amministratore delegato della Exor N.V., una società di investimento a capitale variabile controllata dalla famiglia Agnelli, che ha tra i suoi investimenti anche Ferrari, CNH Industrial, Iveco Group, Juventus, Louboutin e The Economist Group.
È attualmente presidente di Stellantis, Ferrari S.p.A., Ferrari N.V. e Fondazione Giovanni Agnelli, e fa parte del Consiglio di Amministrazione di Meta.

## Biografia

### Infanzia e formazione
John Philip Jacob Elkann nasce a New York il 1º aprile 1976, primogenito di Margherita Agnelli e del suo primo marito Alain Elkann, giornalista e scrittore statunitense di famiglia ebraica franco-italiana. I genitori divorzieranno nel 1981 e si risposeranno entrambi. I nonni materni di Elkann erano Gianni Agnelli e Marella Caracciolo di Castagneto. Il suo prozio paterno fu il banchiere di religione ebraica e membro del Partito Nazionale Fascista Ettore Ovazza. Ha un fratello, Lapo, e una sorella, Ginevra, e altri cinque fratellastri nati dalle seconde nozze della madre con Serge de Pahlen: Maria (nata nel 1983), Pierre (nato nel 1986), le gemelle Sophie e Anna (nate nel 1988) e Tatiana (nata nel 1990).
Elkann ha frequentato la scuola elementare nel Regno Unito e in Brasile, prima che la sua famiglia si trasferisse a Parigi, dove ha conseguito la maturità scientifica al Liceo pubblico Victor Duruy nel 1994. Nello stesso anno si è poi trasferito a Torino, dove ha conseguito la laurea in Ingegneria Gestionale al Politecnico nel 2000, con una tesi sulle aste on line, preparata lavorando presso la CIG (Corporate Initiatives Group) di General Electric (1999). Tra le persone che hanno influenzato il suo percorso formativo e la sua carriera affiancandolo nel percorso lavorativo fin dalla giovane età John Elkann ha citato Gianluigi Gabetti, Sergio Marchionne, Warren Buffett e la famiglia Wallenberg. Grazie alla permanenza in vari paesi, Elkann parla correttamente quattro lingue: italiano, inglese, francese, portoghese.

### Carriera

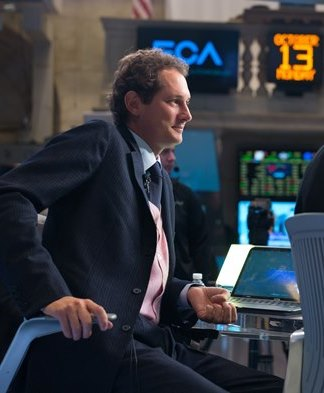
John Elkann a Wall Street nel 2014

Durante il periodo universitario ha maturato esperienze di lavoro in numerose società mediante diversi tirocini: montaggio dei fari in una fabbrica della Magneti Marelli di Birmingham, Inghilterra (1996), linea di montaggio della Panda a Tychy, Polonia (1997), concessionaria di auto a Lille, Francia (1998), oltre che presso la General Electric.
Nel 1997 John Elkann fu scelto da suo nonno Gianni Agnelli come suo successore, a fronte della morte di Giovanni Alberto Agnelli, figlio di Umberto Agnelli e nipote di Gianni, morto a soli 33 anni, mentre si avviava a succedere allo zio a capo del Gruppo Fiat. John Elkann fece dunque ingresso a 21 anni nel Consiglio di Fiat, la stessa età in cui entrò ai tempi il nonno Giovanni Agnelli, e dell’Accomandita Giovanni Agnelli e C., ora Giovanni Agnelli BV.
Dopo la Laurea in ingegneria gestionale al Politecnico di Torino con il voto di 95/110, nel 2001 è entrato alla General Electric, come membro del Corporate Audit Staff, con incarichi in Asia, Stati Uniti ed Europa. Nel 2003 è entrato all'IFIL (attualmente Exor N.V.) e ha lavorato al piano di rilancio del Gruppo Fiat, del quale ha assunto la Vice Presidenza nel 2004 (è stato Consigliere di Fiat Spa dal dicembre 1997), dopo la morte del nonno Gianni Agnelli nel 2003 e del prozio Umberto Agnelli nel 2004.
Nel maggio del 2004 ha avuto un ruolo chiave nella nomina di Sergio Marchionne ad amministratore delegato di Fiat.
Nel maggio 2008, per decisione unanime dei Soci e del Consiglio di Amministrazione, viene eletto presidente dell'IFIL che, dopo la fusione con IFI, il 1º marzo 2009 è stata rinominata Exor. Il 21 aprile 2010 è stato designato presidente di Fiat Group. Il 28 aprile ha nominato suo cugino Andrea Agnelli presidente della Juventus Football Club. Il 14 maggio 2010 è stato nominato presidente dell’Accomandita Giovanni Agnelli e C. Dal 1º gennaio 2011 al 12 ottobre 2014 è stato presidente di Fiat SpA, società nata in seguito al deconsolidamento di Fiat Industrial e poi divenuta Fiat Chrysler Automobiles, dopo la fusione con il gruppo Chrysler. L'11 febbraio 2011 ha assunto anche la carica di amministratore delegato di Exor.
È Presidente di Ferrari N.V.
È, inoltre, membro attivo di diverse organizzazioni senza scopo di lucro e di gruppi di esperti impegnati nel dibattito geopolitico globale, e trustee del Museum of Modern Art (MoMA). Ha fatto parte del comitato di presidenza di Confindustria, dimettendosi dopo l'uscita di Fiat dal gruppo "nell'interesse dell'autonomia e dell'indipendenza dell'Associazione". Nell'aprile del 2018 ha assunto la guida della Fondazione Giovanni Agnelli ed è tra i fondatori del Collège des Ingénieurs Italia.
Nel 2013 Fortune lo ha inserito al 4º posto nella classifica dei manager under 40 più influenti al mondo.
A febbraio 2014 Diego Della Valle ha scagliato una forte invettiva contro John Elkann e la sua famiglia in risposta ad alcune idee espresse dallo stesso.
Il 21 luglio 2018 sostituisce Sergio Marchionne, afflitto da seri problemi di salute, alla presidenza della Ferrari. Marchionne muore il 25 luglio 2018. Sulla loro collaborazione Bianca Carretto, giornalista senior del Corriere della Sera, nel 2024 rilascia un'intervista a La7 in cui cita confidenze di Sergio Marchionne e racconta come, secondo lei, il rapporto tra i due si sia deteriorato nel corso degli anni.
Nel marzo 2020, nel pieno della pandemia di COVID-19, l'amministratore delegato di FCA Mike Manley ha comunicato la decisione da parte di John Elkann e del CdA di rinunciare allo stipendio da aprile a dicembre 2020.
Tra il dicembre 2020 e il settembre 2021 ha ricoperto, a seguito delle dimissioni di Louis Camilleri, la carica di amministratore delegato di Ferrari fino alla nomina di Benedetto Vigna.
Il 2 giugno 2021 viene insignito della carica a Cavaliere del Lavoro da parte del presidente Sergio Mattarella nel settore dell'Industria automobilistica.
Il 15 maggio 2023 annuncia come fondatore il lancio di Lingotto, società di gestione di investimenti con sede a Londra, interamente di proprietà di Exor.
Da gennaio 2025 entra a far parte del consiglio di amministrazione di Meta.

## Interessi e vita privata
È soprannominato “Jaki” o “Yaki”.
Il 4 settembre 2004 Elkann sposa nella cappella dell'Isola Madre sul lago Maggiore Lavinia Ida Borromeo Arese Taverna, nata il 19 marzo 1977 a Milano. Il 27 agosto 2006 è diventato padre di Leone Mosé, l'11 novembre 2007 è nato il secondogenito Oceano Noah, mentre il 23 gennaio 2012 è nata la terzogenita Vita Talita; tutti e tre i figli sono nati nell'Ospedale pubblico Sant'Anna di Torino, a cui gli Elkann sono legati anche per opere di beneficenza.
Nel 2012 ha partecipato alla riunione del Gruppo Bilderberg presso Chantilly, Virginia, USA e del cui direttivo ha fatto parte fino al 2020 (unico italiano insieme alla giornalista Lilli Gruber).
Secondo Forbes, al 6 aprile 2022 con un patrimonio netto stimato di 2,1 miliardi di dollari, risulta essere il 1580° uomo più ricco al mondo, nonché il 26° più ricco d'Italia.

### Sport

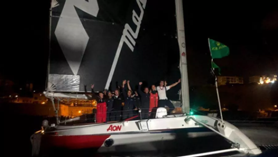
John Elkann, Giovanni Soldini e l'equipaggio del Maserati Multi V70 all'arrivo della Rolex Middle Sea Race 2020.

Nel maggio del 2012 Elkann ha partecipato insieme alla moglie Lavinia alla 30ª rievocazione storica della Mille Miglia, gara di regolarità per auto storiche, che si svolge su strade pubbliche da Brescia a Roma e ritorno. La loro Fiat 8V compare nella classifica generale al posto n. 147. La coppia ha partecipato all’edizione 2021 della stessa manifestazione a bordo di Alfa Romeo 1900 C Super Sprint, classificandosi 181º in classifica generale.
Appassionato velista, nel marzo del 2012 John Elkann ha preso parte come armatore alla traversata Miami-New York sul monoscafo Maserati del team di Giovanni Soldini, con l'obiettivo di percorrere le 947 miglia e stabilire il nuovo record nella categoria monoscafi.
A questa traversata seguiranno la partecipazione nel 2013 alla regata Transpac Race da Los Angeles a Honolulu dove si classificheranno secondi e quella della Cape2Rio da Cape Town a Rio de Janeiro, aggiudicandosi la vittoria e stabilendo il nuovo record di velocità della regata; entrambe lo vedono sempre impegnato come membro dell'equipaggio.
A gennaio 2015 viene annunciato che John Elkann tornerà in barca con Giovanni Soldini per affrontare con Maserati la Rorc Caribbean 600 Race, una regata che si disputa da febbraio in tutti i Caraibi. Nell'occasione Giovanni Soldini ha affermato che a maggio è previsto un nuovo tentativo di record San Francisco-Shanghai sempre con Maserati. Il Team è costretto al ritiro da una grave avaria all'impianto idraulico.
Nel maggio 2016 ha partecipato alla centesima edizione della corsa automobilistica Targa Florio a Palermo.
Nel maggio 2019 ha preso parte alla ventottesima edizione della “Partita del cuore” per raccogliere fondi destinati alla Fondazione Piemontese per la Ricerca sul Cancro e alla Fondazione Telethon.
A gennaio 2020 ha nuovamente partecipato alla Cape2Rio, arrivata alla sedicesima edizione, percorrendo il tragitto da Cape Town a Rio a bordo del monoscafo VOR70 Maserati di Giovanni Soldini.
Nell'ottobre 2020, nuovamente insieme al velista Giovanni Soldini, si è aggiudicato il primo posto alla quarantunesima edizione della Rolex Middle Sea Race a bordo del trimarano Maserati Multi 70.
Il 21 agosto 2021 Elkann ha dato il via alla 89ª edizione della 24 Ore di Le Mans, che ha visto la partecipazione delle nuove LMH, classe nella quale la Ferrari entrerà a partire dal 2023, vincendo la gara per tre anni di fila.

### Innovazione e tecnologia
Dal 2009 partecipa regolarmente alla "Media and Tech Conference" organizzata annualmente a luglio da Allen & Co. a Sun Valley, Idaho.
È spesso presente al Google Camp l'iniziativa che riunisce ogni anno imprenditori, investitori, rappresentanti delle istituzioni e pop star a Sciacca, Agrigento, e altri paesi della Sicilia.
Nel mese di giugno 2017 in qualità di editore de La Stampa è stato organizzatore e partecipante del meeting The future of Newspapers. In occasione dell'anniversario dei 150 anni dalla fondazione del quotidiano nazionale, l'evento ha riunito a Torino personalità influenti del mondo dell'informazione, quali Jeff Bezos (The Washington Post), Lionel Barber (The Financial Times), Tsuneo Kita (Nikkei), Jessica Lessin (The Information), Gary Liu (South China Morning Post Publishers), John Micklethwait (Bloomberg News), Zanny Minton Beddoes (The Economist), Mark Thompson (The New York Times), Robert Thomson (NewsCorp) e altri ancora.
Nel febbraio del 2018 ha partecipato come protagonista alla serie di podcast curata da Reid Hoffman (cofondatore di Linkedin) Master of Scale. Nel corso dell'intervista, incentrata sul tema della necessità per le aziende di adattarsi nel corso dei decenni, ha descritto le condizioni che permettono a un'azienda di durare nei secoli (attraverso la metafora della fenice), e in particolare il caso della Fiat, dalla crisi del 2004 alla creazione del gruppo Fiat Chrysler.
Nel febbraio 2021 ha partecipato al podcast “Italian Tech Speak”, descrivendo il suo rapporto con la tecnologia e l’innovazione.
Nel luglio 2020, insieme ai vertici di FCA, ha presentato in anteprima la nuova Fiat 500 ad alimentazione elettrica al Presidente della Repubblica, Sergio Mattarella e al presidente del consiglio Giuseppe Conte.
Come presidente del Gruppo Gedi ha supportato la nascita a settembre 2021 dell’Italian Tech Week, evento italiano dedicato all'innovazione, dove negli anni ha dialogato con personalità influenti nel mondo della tecnologia come Elon Musk, il fondatore di Stripe Patrick Collison, o il CEO di Airbnb Brian Chesky.

### Istruzione
Nel mese di giugno 2018 riunisce a Torino Peter Thiel, Reid Hoffman, Xavier Niel e altri imprenditori di spicco del mondo tech per il SEI Torino Forum, l'evento di lancio della nuova School of Entrepreneurship and Innovation di Torino, iniziativa sostenuta dalla Fondazione Agnelli per aiutare gli studenti universitari a far nascere nuove aziende.
Nell'aprile 2019, insieme al direttore generale del CERN di Ginevra Fabiola Gianotti e all'architetto italiano Renzo Piano, ha partecipato a un evento mediatico per svelare Science Gateway, un nuovo centro di formazione e divulgazione scientifica del CERN, che mira a condividere gratuitamente conoscenza e tecnologia con la società. Il 21 giugno 2021 ne ha celebrato un ulteriore passo in avanti con la posa della prima pietra, per poi presenziare all'inaugurazione ufficiale ad ottobre 2023, dove ha ricordato Sergio Marchionne, a cui è dedicato l'auditorium della struttura. Il progetto è stato finanziato grazie a donazioni esterne, con Stellantis, attraverso la FCA Foundation, come maggiore sostenitore.
Nel settembre 2019 ha presieduto l'inaugurazione delle scuole medie Fermi e Pascoli, nate da "Torino fa scuola": un progetto di Fondazione Giovanni Agnelli e Compagnia di San Paolo per la creazione di due edifici in cui sperimentare la didattica del futuro.
A partire dal mese di luglio del 2020 ha supportato l’avviamento e ampliamento di Arcipelago Educativo: un progetto nato dalla collaborazione Save the Children, Fondazione Agnelli ed EXOR per contrastare la dispersione scolastica e le difficoltà di apprendimento, accentuate dal lockdown dovuto alla pandemia di COVID-19.

## Cariche

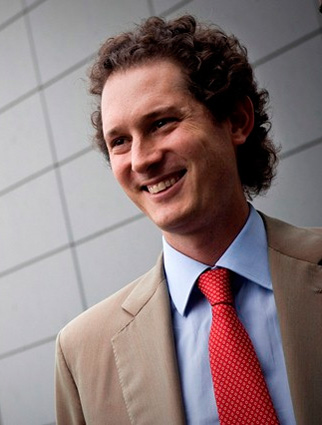
John Elkann nel 2011

### Società
- EXOR N.V.: Amministratore delegato.
- Stellantis N.V.: Presidente.
- Ferrari N.V.: Presidente
- Ferrari S.p.A.: Presidente [61]
- Meta: Membro del Consiglio Di Amministrazione

### Fondazioni
- Fondazione Giovanni Agnelli: Presidente
- Museum of Modern Art: Trustee
- Fondazione Pinacoteca del Lingotto Giovanni e Marella Agnelli: membro del consiglio direttivo

## Riconoscimenti
- Premio Appeal Of Conscience, settembre 2010.

## Ascendenza
|                    |                 |                                                 | Genitori                                             |  |  | Nonni |  |  | Bisnonni      |  |  | Trisnonni    |  |
|                    |                 |                                                 |                                                      |  |  |       |  |  | Armand Elkann |  |  | Isaac Elkann |  |
|                    |                 |                                                 |                                                      |  |  |       |  |  | Armand Elkann |  |  | Isaac Elkann |  |
|                    |                 | Marie Anne Dreyfuss                             |                                                      |  |  |       |  |  | Armand Elkann |  |  |              |  |
| Jean Paul Elkann   |                 |                                                 |                                                      |  |  |       |  |  | Armand Elkann |  |  |              |  |
|                    |                 | Berthe Bloch                                    | …                                                    |  |  |       |  |  |               |  |  |              |  |
|                    |                 | Berthe Bloch                                    | …                                                    |  |  |       |  |  |               |  |  |              |  |
|                    |                 | Berthe Bloch                                    | …                                                    |  |  |       |  |  |               |  |  |              |  |
| Alain Elkann       |                 | Berthe Bloch                                    |                                                      |  |  |       |  |  |               |  |  |              |  |
|                    |                 | Vittorio Ovazza                                 | Ernesto Ovazza                                       |  |  |       |  |  |               |  |  |              |  |
|                    |                 | Vittorio Ovazza                                 | Ernesto Ovazza                                       |  |  |       |  |  |               |  |  |              |  |
|                    |                 | Vittorio Ovazza                                 | Celeste Malvano                                      |  |  |       |  |  |               |  |  |              |  |
| Carla Ovazza       |                 | Vittorio Ovazza                                 |                                                      |  |  |       |  |  |               |  |  |              |  |
|                    |                 | Olga Fubini                                     | Alessandro Fubini                                    |  |  |       |  |  |               |  |  |              |  |
|                    |                 | Olga Fubini                                     | Alessandro Fubini                                    |  |  |       |  |  |               |  |  |              |  |
|                    |                 | Olga Fubini                                     | Albina De Benedetti                                  |  |  |       |  |  |               |  |  |              |  |
| John Elkann        |                 | Olga Fubini                                     |                                                      |  |  |       |  |  |               |  |  |              |  |
|                    | Edoardo Agnelli | Giovanni Agnelli                                |                                                      |  |  |       |  |  |               |  |  |              |  |
|                    | Edoardo Agnelli | Giovanni Agnelli                                |                                                      |  |  |       |  |  |               |  |  |              |  |
|                    | Edoardo Agnelli | Clara Boselli                                   |                                                      |  |  |       |  |  |               |  |  |              |  |
| Giovanni Agnelli   | Edoardo Agnelli |                                                 |                                                      |  |  |       |  |  |               |  |  |              |  |
|                    |                 | Virginia Bourbon del Monte                      | Carlo Bourbon del Monte, IV principe di San Faustino |  |  |       |  |  |               |  |  |              |  |
|                    |                 | Virginia Bourbon del Monte                      | Carlo Bourbon del Monte, IV principe di San Faustino |  |  |       |  |  |               |  |  |              |  |
|                    |                 | Virginia Bourbon del Monte                      | Jane Allen Campbell                                  |  |  |       |  |  |               |  |  |              |  |
| Margherita Agnelli |                 | Virginia Bourbon del Monte                      |                                                      |  |  |       |  |  |               |  |  |              |  |
|                    |                 | Filippo Caracciolo, VIII principe di Castagneto | Nicola Caracciolo, VII principe di Castagneto        |  |  |       |  |  |               |  |  |              |  |
|                    |                 | Filippo Caracciolo, VIII principe di Castagneto | Nicola Caracciolo, VII principe di Castagneto        |  |  |       |  |  |               |  |  |              |  |
|                    |                 | Filippo Caracciolo, VIII principe di Castagneto | Meralda Dati Maria Margherita Argyra Mele Barese     |  |  |       |  |  |               |  |  |              |  |
| Marella Caracciolo |                 | Filippo Caracciolo, VIII principe di Castagneto |                                                      |  |  |       |  |  |               |  |  |              |  |
|                    |                 | Margaret Clarke                                 | Charles Corning Clarke                               |  |  |       |  |  |               |  |  |              |  |
|                    |                 | Margaret Clarke                                 | Charles Corning Clarke                               |  |  |       |  |  |               |  |  |              |  |
|                    |                 | Margaret Clarke                                 | Alice Chandler                                       |  |  |       |  |  |               |  |  |              |  |
|                    |                 | Margaret Clarke                                 |                                                      |  |  |       |  |  |               |  |  |              |  |